# The Batman vs Dracula: The Animated Movie
The Batman vs Dracula: The Animated Movie är en animerad film från 2005 i regi av Michael Goguen.

## Rollista (urval)
- Alastair Duncan - Alfred Pennyworth
- Tom Kenny - Oswald Cobblepot/The Penguin
- Kevin Michael Richardson - The Joker
- Rino Romano - Bruce Wayne/The Batman
- Peter Stormare - Dracula
- Tara Strong - Vicky Vale